# 普利马克
普利马克（Primark）是一家總部位於愛爾蘭都柏林的服裝零售公司，在西歐和奧地利、美國有多家分店。現為英聯食品的子公司。

## 历史
1969年6月在都柏林聖瑪麗街47號開業，1971年藉由在貝爾法斯特市中心開業而把業務拓展到了英國，1973年在英格蘭開業。

## 問題
2006年普利馬克加入道德貿易聯盟，然而該公司在孟加拉國的血汗工廠一直沒有取締。2009年1月9日，一家供應商因為沒有為其員工提供英國法定最低工資且非法僱傭移民，而被道德貿易聯盟取消在普利馬克銷售產品的許可。
2011年6月16日，BBC的編輯標準委員會（Editorial Standards Committee）發表文章稱普利馬克在印度也有血汗工廠。儘管普利馬克隨後宣稱已經停止了和該工廠的印度供應商的聯繫，但編輯標準委員會指出這一聲明很可能並不屬實。
2013年4月24日發生於達卡的薩瓦區大樓倒塌事故造成了1,127死亡、2,438人受傷，普利馬克也在該大樓中擁有服裝生產廠。此外也是少數同意支付賠償金的公司之一。

## 外部連結
- Primark Ireland （页面存档备份，存于）
- Primark UK
- Primark Germany
- Primark Portugal （页面存档备份，存于）
- Primark Spain （页面存档备份，存于）